# Жан Александр Барре
Жан Александр Барре (фр. Jean Alexandre Barré; 25 травня 1880, Нант — 26 квітня 1967, Страсбург) — французький невролог, відомий описом синдрому, названого на честь його та співавтора Жоржа Шарля Гієна.

## Біографія
Він вивчав медицину в Нанті, після чого стажувався в Парижі у Жозефа Бабінскі і Ахілла Суке. У 1912 році йому присуджено докторський ступінь після захисту дисертації на тему «Остеоартропатія, пов'язана з tabes dorsalis (фр. Les osteo-arthropathies du tabès.)».
Під час Першої світової війни спочатку служив на фронті у підрозділу швидкої допомоги, потім був призначений до неврологічного підрозділу 6-ї армії, який очолював Жорж Шарль Гієн. Два лікарі незабаром подружилися і налагодили тривалу співпрацю, найвідомішим з яких став опис синдрому Гієна—Барре в 1916 році.
У 1919 році Барре призначено професором неврології в Страсбурзькому університеті у віці 39 років. Його особливий інтерес викликало дослідження вестибулярної функції та захворювання, з цим пов'язані. Він заснував часопис «Ревю отонейроофтальмології» (Revue d'oto-neuro-ofhtalmologie). Барре був прекрасним клініцистом і прискіпливим до обстеження. Багато неврологів з Франції та інших країн, яких він навчав, стали професорами.
У 1953 році, подорожуючи на конгрес до Лісабону, Барре зазнав інсульту, який залишив його паралізованим. Незважаючи на інвалідність, він все одно брав участь у багатьох наукових зборах.
Він опублікував понад 800 наукових праць.
У вільний час Барре насолоджувався класичною музикою, зокрема творами Джузеппе Верді. Перша його дружина, вправна піаністка, померла молодою. Обидві дочки отримали музичну освіту.

## Епоніми в медицині
- Синдром Гієна — Барре, іноді синдром Гієна — Барре — Штроля.
- Знак Барре — клінічна ознака пірамідних порушень. Коли пацієнт, лежачи на животі, згинає коліна під прямим кутом, якщо є ураження пірамідного тракту, він не в змозі утримувати таке положення на боці ураження, зазвичай простягає ногу.
- Тести Барре.
- Синдром Барре-Ліу: задній шийний симпатичний синдром, що проявляється появою епізодів запаморочення, шуму у вухах, порушення зору[5][6].
- Синдром Барре—Массона — доброякісна пухлина гломусного апарату шкіри.

## Нагороди
- Воєнний хрест 1914–1918 (1915).
- Медаль союзників 1914-1918 роки.
- Пам'ятна медаль Великої війни.
- Офіцер ордена Почесного легіону (24 березня 1849 року).

## Основні наукові твори
- Des accidents oto-neuro-ophtalmologiques [Les troubles vestibulaires chez les traumatisés crâniens], [Extrait de la «Revue d'oto-neuro-ophtalmologie», octobre 1932], (S. l. , 1933). In-8°, p. 559—568 et 633—644.
- Des Accidents tardifs oto-ophtalmologiques des traumatismes craniens, [Les Troubles vestibulaires chez les traumatisés craniens. (Etude basée sur 100 cas personnels) par M. J.-A. Barré et M. G. Greiner], [Extrait de la «Revue d'oto-neuro-ophtalmologie», octobre 1932], (S. l. , 1933). In-8°, paginé 559—568 et 633—644.
- À propos de deux reprises évolutives de névraxite, par MM. J.-A. Barré et F. Coste, [Extrait de la Revue neurologique. T. 73. N° 11-12, 1941], Impr. de la Société française d'imprimerie et de librairie (Poitiers), 1942. In-8°, 2 p.
- A propos de l'épilepsie, [Extrait de la «Revue neurologique», juin 1932], Société française d'imprimerie (Poitiers), 1932. In-8°, 4 p.
- Artérite basse des vertébrales et syndrome vestibulo-spinal, [Extrait de la «Revue neurologique». N° 1, juillet 1931], Poitiers, Société française d'imprimerie , 1931. In-8°, 3 p.
- Un cas de syndrome de Monbrun-Benisty (causalgie du moignon oculaire) guéri par gassérectomie, par MM. J. A. Barré et Marc Klein, [Extrait de «Revue d'oto-neuro-ophtalmologie», décembre 1933], (S. l. , 1934). In-8°, paginé 755—758.
- Les Céphalées. Leur diagnostic étiologique [Leçon recueillie par M. L.-C. Liéou], Paris, Science médicale pratique(1928), In-fol. 7 p.
- Considérations générales sur les examens vestibulaires. Où en sommes nous ? Que faut-il faire ?, [Extrait de la «Revue d'oto-neuro-ophtalmologie», novembre 1934], (S. l. , 1935). In-8°, paginé 641—647.
- Considérations générales sur les zonas, [Extrait de «Revue d'oto-neuro-ophtalmologie», octobre 1933], (S. l. , 1934). In-8°, paginé 573—575.
- Contribution à la dissociation anatomique et clinique des leuco-encéphalites subaiguës. Le type concentrique de Baló, par MM. J.-A. Barré et Ludo Van Bogaert, [Extrait de la «Revue neurologique», avril 1933], Poitiers, Société française d'imprimerie et de librairie , 1933. In-8°, 32 p.
- Contribution à l'étude des réactions vestibulaires dans les tumeurs des hémisphères cérébelleux. Valeur des signes de la dysharmonie vestibulaire et du retournement du nystagmus, par MM. J.-A. Barré et M. Klein, [Extrait de la «Revue neurologique». Août 1931], Paris, Masson, (1931). In-8°, paginé 177—193.
- Effets des injections hyper et hypotoniques sur la pression du L. C.-R. Influence dominante de la température des liquides injectés en petites quantités, par MM. J.-A. Barré et Klein, [Extrait de la «Revue neurologique», avril 1932], Poitiers, Société française d'imprimerie , 1932. In-8°, 11 p., fig.
- Épilepsie auriculaire et rhumatisme d'origine probablement nerveuse centrale, par MM. J.-A. Barré, F. Coste et A. Monsaingeon, [Extrait de la Revue neurologique. N° 11-12, 1941], Poitiers, Impr. de la Société française d'imprimerie et de librairie , 1942. In-8°, 4 p.
- Épilepsie et signes pyramidaux déficitaires, contribution au diagnostic positif de l'épilepsie, [Extrait de la «Presse médicale». N° 38, 15 août 1942], Paris, Impr. de la Cour d'appel, (1941). In-16, 10 p.
- Épilepsie grave traitée chirurgicalement, guérison complète depuis 3 ans, par MM. J.-A. Barré, Clovis Vincent et Mlle Helle, [Extrait de la «Revue neurologique», janvier 1935], Paris, Masson , 1935. In-8°, 7 p.
- Étude anatomo-clinique des troubles vestibulaires dans la syringobulbie, [Extrait de la «Revue neurologique». Décembre 1927], Paris, Masson, (1928). In-8°, paginé 586—621.